# Bahía Azul
Bahía Azul è un comune (corregimiento) della Repubblica di Panama situato nel distretto di Kusapín, comarca di Ngäbe-Buglé. Si estende su una superficie di 76,5 km² e conta una popolazione di 3.621 abitanti (censimento 2010).